# Hochwasserrückhaltebecken Borchen
Das Hochwasserrückhaltebecken Borchen ist ein Hochwasserrückhaltebecken (HRB) des Wasserverbandes Obere Lippe (WOL) am Ellerbach bei Borchen im Nordrhein-westfälischen Kreis Paderborn und gehört zum Einzugsgebiet der Lippe.
Als „grünes Becken“, in dem sich normalerweise kein Wasser befindet, dient es dem Hochwasserschutz der unterhalb des Beckens gelegenen Ortschaften (wie Borchen) und es schützt das Flussgebiet der Lippe vor Hochwasser.

## Geographische Lage
Das Hochwasserrückhaltebecken liegt auf der Paderborner Hochfläche am Ellerbach. Es befindet sich westlich des Schlosses Hamborn und östlich des Borchener Stadtteils Kirchborchen. Sein Staudamm steht knapp 2 km ostnordöstlich des Kirchborchener Ortszentrums; etwas südsüdwestlich des Damms befindet sich der nördlich der Kreisstraße 2 gelegene Dahlberghof.

## Geschichte
Weil der Ellerbach, der oberhalb, im und unterhalb des Hochwasserrückhaltebeckens zumeist trocken liegt (sein Wasser versickert weiter flussaufwärts im Erdreich), öfters starkes Hochwasser führte, wie Ende Mai 1931 und bei der Heinrichsflut im Juli 1965, und dabei weite Teile der flussabwärts gelegenen Ortschaften überflutete, wurde an seinem Unterlauf oberhalb Borchens ein Hochwasserrückhaltebecken errichtet, das überschüssiges Ellerbachwasser aufnimmt: Der Staudammbau begann im Jahr 1978 und endete 1980. Die Inbetriebnahme geschah nach vollendetem Probestau 1981.

## Staudamm mit Auslassbauwerk
Der Staudamm, dessen Kronenhöhe sich auf 167,5 m ü. NN befindet, ist an seiner Krone etwa 200 m lang, 16,5 m (über der Talsohle) bzw. 20 m (über der Gründungssohle) hoch und 5 m breit. Er besteht aus einer Felsschüttung mit Lehmkern, hat rund 125.000 m³ Bauwerksvolumen und seine Böschungsneigung liegt luftseitig bei 1:2,5 bis 1:3 und wasserseitig bei 1:3.
In den Damm wurde ein etwa 110 m langes Auslassbauwerk aus Stahlbeton mit 1,6 m Durchmesser und einer Hochwasserentlastungsanlage integriert, die bis zu 101,0 m³/s durchlassen kann; die Leistung am Grundablass liegt bei 15,4 m³/s.

## Hochwasserrückhaltebecken
Das Staubecken hat 2,64 Mio. m³ Gesamt- bzw. Hochwasserschutzraum, bei einem normalen Speicherraum von 1,94 Mio. m³. Das Bemessungshochwasser liegt bei 121,8 m³/s. Der Stauraum ist für ein rund 87 km² großes Niederschlags- bzw. Einzugsgebiet ausgelegt. Das Stauziel liegt bei 164,7 m ü. NN und das höchste Stauziel (ein Hochwasser, das sich im Durchschnitt einmal in 1000 Jahren ereignet) bei 166,2 m ü. NN. Die überstaute Fläche umfasst bei Stauziel 31,4 ha und bei höchstem Stauziel 36,2 ha.

## Arbeiten an Fließgewässer und Infrastruktur
Beim Staudammbau wurde der im Dammbereich befindliche Gewässerabschnitt des Ellerbachs als unterirdisch durch den Damm führender Kanal ausgebildet. Zudem wurden kleine Zufahrtsstraßen zum Damm und Betriebsgebäude und ein paar Spazier-, Wander- und Kontrollwege, ein solcher führt auch über den Damm, angelegt.